# Fran Kranz
Francis Elliott "Fran" Kranz (Los Ángeles, 13 de julio de 1981) es un actor de cine, televisión y teatro estadounidense, reconocido por interpretar el papel de Topher Brink en la serie de televisión Dollhouse, además de su participación en los largometrajes The Cabin in the Woods, Much Ado About Nothing y The Dark Tower. En 2012 interpretó el papel de Bernard en la obra Death of a Salesman, empezando su carrera en Broadway que continuó en 2014 con You Can't Take It with You.

## Filmografía

### Cine
Como actor
| Año  | Título                              | Papel            | Notas |
| ---- | ----------------------------------- | ---------------- | ----- |
| 2001 | Donnie Darko                        | Pasajero         |       |
| 2001 | Training Day                        | Conductor        |       |
| 2002 | Orange County                       | Shane Brainard   |       |
| 2003 | Matchstick Men                      | Novio            |       |
| 2003 | Swordswallowers and Thin Men        | Adrian           |       |
| 2004 | The Village                         | Christop Crane   |       |
| 2004 | Admissions                          | James Parks      |       |
| 2006 | Bickford Shmeckler's Cool Ideas     | Ralph            |       |
| 2006 | The Night of the White Pants        | Millian Hagan    |       |
| 2006 | The TV Set                          | Zach Harper      |       |
| 2006 | Whirlygirl                          | Freddie          |       |
| 2007 | Careless                            | Mitch            |       |
| 2007 | Rise: Blood Hunter                  | Alex             |       |
| 2007 | Untitled Christine Taylor Project   | Brian            |       |
| 2008 | Wieners                             | Joel             |       |
| 2008 | Shades of Ray                       | Sal Garfinkle    |       |
| 2008 | Last Meal                           | Noah             | Corto |
| 2009 | Homeland                            | Arne             |       |
| 2009 | My Two Fans                         | Thad             |       |
| 2010 | Don't Fade Away                     | Ben              |       |
| 2011 | Diary of A Wimpy Kid: Rodrick Rules | Bill Walter      |       |
| 2011 | Fanboy                              | Jeremiah Brennan | Corto |
| 2011 | The Five Stages of Grief            | Daniel           | Corto |
| 2012 | The Cabin in the Woods              | Marty            |       |
| 2012 | Much Ado About Nothing              | Claudio          |       |
| 2012 | It's Not You, It's Me               | Jack             | Corto |
| 2012 | Putzel                              |                  |       |
| 2013 | Seasick Sailor                      |                  | Corto |
| 2014 | Lust for Love                       | Astor            |       |
| 2014 | Before I Disappear                  | Darren           |       |
| 2014 | Murder of a Cat                     | Clinton          |       |
| 2014 | Last Weekend                        | Sean Oakes       |       |
| 2014 | The Living                          | Teddy            |       |
| 2014 | Seven Lovers                        | Brian            |       |
| 2015 | Bloodsucking Bastards               | Evan             |       |
| 2015 | The Truth About Lies                | Gilby Smalls     |       |
| 2015 | Mojave                              | Bob              |       |
| 2016 | Rebirth                             | Kyle             |       |
| 2017 | The Dark Tower                      | Pimli            |       |
| 2018 | You Might Be the Killer             | Sam              |       |
| 2019 | Jungleland                          | Buck Noble       |       |

Como director
| Año  | Película | Créditos de | Créditos de | Créditos de | Notas |
| Año  | Película | Director    | Guionista   | Productor   | Notas |
| ---- | -------- | ----------- | ----------- | ----------- | ----- |
| 2021 | Mass     | Sí          | Sí          | Sí          |       |

### Televisión
| Año       | Título                            | Papel           | Notas        |
| --------- | --------------------------------- | --------------- | ------------ |
| 1998      | Frasier                           | Aaron           | 1 episodio   |
| 2008      | Welcome to the Captain            | Josh Flug       |              |
| 2008      | Private Practice                  | Brian           | 1 episodio   |
| 2008      | It's Always Sunny in Philadelphia | Estudiante      | 1 episodio   |
| 2009–2010 | Dollhouse                         | Topher Brink    | 27 episodios |
| 2011      | Goodnight Burbank                 | Chaz Parker     | 1 episodio   |
| 2012      | Dating Rules from My Future Self  |                 | 2 episodios  |
| 2013      | The Good Wife                     | Eugene          | 1 episodio   |
| 2014      | Dallas                            | Hunter McKay    | 3 episodios  |
| 2016      | Elementary                        | Brendan Farley  | 1 episodio   |
| 2017      | Major Crimes                      | Stan Pearl      | 4 episodios  |
| 2018      | Ballers                           |                 | 3 episodios  |
| 2018      | Homecoming                        | Ron             | 1 episodio   |
| 2019      | The Loudest Voice                 | Gabriel Sherman | 1 episodio   |

### Broadway
| Año  | Título                     | Papel      | Notas                      |
| ---- | -------------------------- | ---------- | -------------------------- |
| 2012 | Death of a Salesman        | Bernard    | Con Philip Seymour Hoffman |
| 2014 | You Can't Take It with You | Tony Kirby | Con James Earl Jones       |

### Web
| Año  | Título       | Papel      | Notas       |
| ---- | ------------ | ---------- | ----------- |
| 2009 | MegaBot      | Blue       |             |
| 2012 | JourneyQuest | Silver Tom | 8 episodios |